# Tomasz Magnuski
Tomasz Magnuski herbu Abdank – elektor Stanisława Augusta Poniatowskiego w 1764 roku, członek lóż wolnomularskich Doskonała Tajemnica (1786) i Polak Dobroczynny (1787).